# Annie (musical)
Annie és un musical de Broadway basat en la popular tira còmica de Harold Gray Little Orphan Annie i basat en el poema de 1885 "Little Orphant Annie" escrit perJames Whitcomb Riley. El musical inclou música de Charles Strouse, lletres de Martin Charnin i un llibret de Thomas Meehan. La producció original de Broadway es va obrir el 1977 i va durar gairebé sis anys, establint un rècord per al Teatre Alvin (ara Neil Simon Theatre). Va generar nombroses produccions a molts països, així com gires nacionals, i en va guanyar set Premis Tony, inclòs el Premi Tony al Millor Musical. Les cançons del musical "Tomorrow" i "It's the Hard Knock Life" es troben entre els seus números musicals més populars.

## Rerefons
Charnin es va acostar per primera vegada a Meehan per escriure el llibre d'un musical sobre Little Orphan Annie l'any 1972. Meehan va investigar rellegint impressions de la tira còmica, però no va poder trobar cap material satisfactori per a un musical que no fossin els personatges d'Annie, Oliver Warbucks i Sandy, així que va decidir escriure la seva pròpia història. Com que Meehan, Charnin i Strouse eren tots de Nova York, i tenint en compte el que considerava l'estat d'ànim deprimit de l'època actual de Nixon i la guerra del Vietnam, Meehan va situar la seva història a Nova York durant la Gran Depressió igualment deprimida. Meehan va veure el personatge d'Annie com una versió femenina nord-americana del segle xx dels personatges orfes titulars creats per Charles Dickens en obres com Oliver Twist i David Copperfield, amb el misteri de l'abandonament d'Annie i la paternitat desconeguda com a coherent amb un fil de misteris dels contes de Dickens. El llibre de Meehan va ser acceptat per Charnin i Strouse, però es va haver de retallar un material considerable, material que Meehan restauraria més tard per a la seva novel·lització.

## Sinopsi

### Acte 1
El 1933, a la ciutat de Nova York, Annie, d'onze anys, dorm en un orfenat amb diverses noies de la seva edat. Quan la Molly, de sis anys, es desperta d'un mal somni, l'Annie la consola cantant sobre els seus propis pares; tot i que la van abandonar a l'orfenat quan era un nadó, ella manté l'esperança que tornaran a buscar-la ("Maybe"). Annie decideix escapar per trobar els seus pares, però és atrapada per la senyoreta Hannigan, la cruel guardià de l'orfenat. Per castigar el comportament d'Annie, obliga a totes les noies a netejar, i es lamenten de les terribles condicions de l'orfenat (" It's the Hard Knock Life"). Més tard, Bundles, el rentador, entra per recollir les mantes, permetent a l'Annie escapar al seu camió. La senyoreta Hannigan s'adona que se n'ha anat i persegueix el camió. Els altres orfes l'animen, però esperen el càstig quan Hannigan torni. ("Hard Knock Life (repetició)").
L'Annie s'escapa i es troba amb un simpàtic gos de carrer. Ella li parla dels dies millors per venir ("Tomorrow"). Ella enganya un agent de policia fent-li creure que és el seu gos, anomenat Sandy. Més tard, l'Annie i la Sandy s'ensopeguen amb un Hooverville, un barri de barraques ple de persones abans benestants que de sobte van quedar sense llar per la Gran Depressió. Brinden sarcàsticament per l'expresident ("We'd Like to Thank You, Herbert Hoover"). El barri de barraques és trencat per la policia, que porten l'Annie de tornada a l'orfenat.
A l'orfenat, la senyoreta Hannigan manifesta la seva frustració per estar envoltada de nens ("Little Girls"). Grace Farrell, l'assistent del multimilionari Oliver Warbucks, arriba a l'orfenat i demana que un orfe passi el Nadal a la seva mansió. En veure com de malament tracta la senyoreta Hannigan l'Annie, la Grace insisteix a prendre-la.
A la mansió de Warbucks, la Grace presenta l'Annie al personal i li explica que tindrà tots els luxes disponibles ("I Think I'm Gonna Like It Here"). Oliver Warbucks torna, i no està content de tenir l'Annie a la seva mansió, havent assumit que tots els orfes eren nens. Warbucks li encarrega a Grace que la porti a una pel·lícula mentre treballa, però quan s'adona que l'Annie no ha vist mai Nova York, decideix portar-la ell mateix, caminant les 45 illes fins al Roxy i veient la ciutat de Nova York amb tota la seva glòria. ("N.Y.C.").
La Grace fa una visita a la senyoreta Hannigan per dir-li que Warbucks vol adoptar oficialment l'Annie. Hannigan té una enveja furiosa que l'orfe que tant odiava ho tindrà tot de sobte. El seu germà malfactor, Rooster, i la seva xicota Lily, passen per allà amb l'esperança de rebre un ajut. Quan la senyoreta Hannigan esmenta que l'Annie serà adoptada per Warbucks, en Rooster s'adona que poden utilitzar aquesta situació al seu avantatge ("Easy Street").
Després d'haver notat un medalló trencat al coll de l'Annie, Warbucks li compra un de nou i més car a Tiffany's. Es pregunta si està preparat per a un canvi tan gran a la seva vida ("Why Should I Change A Thing?"). Quan li ofereix a l'Annie el medalló i intenta treure el vell, l'Annie esclata a plorar, ja que el medalló era l'únic que li van deixar els seus pares, i encara manté l'esperança que tornin a buscar-la. Warbucks es compromet a trobar els seus pares, sigui el que faci falta, trucant a J. Edgar Hoover perquè se n'encarregui l'Oficina Federal d'Investigacions ("You Won't Be An Orphan For Long").

### Acte 2
Annie apareix al programa de ràdio de Bert Healy ("Maybe (Reprise)"), on Warbucks anuncia que ofereix 50.000 dòlars a la parella que pot demostrar que són els seus pares. Després, Healy canta una cançó amb les Boylan Sisters ("You're Never Fully Dressed Without a Smile"). A l'orfenat, les noies estan escoltant el programa. Ells canten amb alegria ("You're Never Fully Dressed Without a Smile (Reprise)").
Una parella que diu ser els pares d'Annie, Ralph i Shirley Mudge, arriba a l'orfenat. De fet, són el Gall i la Lily disfressats. Creuen que poden fer-se passar pels 
pares de l'Annie amb l'ajuda d'Hannigan, per la qual demana la meitat dels diners ("Easy Street (Reprise)").
Warbucks porta l'Annie a Washington, DC, on coneix el president Franklin D. Roosevelt. Roosevelt i el seu gabinet s'inspiren pel seu optimisme i decideixen convertir-lo en una pedra angular de la seva administració ("Tomorrow (Cabinet Reprise)").
Un cop tornat a casa, Warbucks li diu a l'Annie quant l'estima ("Something Was Missing"). Com que totes les persones que diuen ser els seus pares eren estafadors, ell s'ofereix una vegada més a adoptar-la, i l'Annie accepta amb alegria. El personal encantat fa que l'Annie es vesteixi per al procediment formal d'adopció i expliquen com la seva arribada els ha canviat la vida ("Annie"). Quan el jutge Louis Brandeis apareix per començar el procediment d'adopció, Warbucks i Annie ballen junts ("I Don't Need Anything But You").
Els interrompen el Gall i la Lily disfressats. Els dos presenten documents falsos, així com l'altra meitat del medalló d'Annie, aparentment confirmant la seva història. Warbucks demana que se li permeti quedar-se una nit més i se la poden emportar el matí de Nadal. L'endemà al matí, l'Annie es pregunta si la seva vida amb els seus pares serà realment tan bona com podria haver estat la seva vida amb Warbucks ("Maybe (Second Reprise)"). Warbucks rep una visita sorpresa de Roosevelt i el seu Servei Secret. L'FBI ha sabut que els pares d'Annie són en realitat David i Margaret Bennett, que van morir fa un temps; Annie és realment òrfena. El senyor i la senyora "Mudge" apareixen per endur-se l'Annie i els diners, però s'exposen ràpidament. Són arrestats pel Servei Secret, juntament amb la senyoreta Hannigan. Annie és adoptada per Warbucks, que assenyala que aquest Nadal és l'inici d'una nova vida per a ells, per als orfes (tots els quals són adoptats per amics rics de Warbucks) i per a la resta del país, gràcies al New Deal de Roosevelt. ("A New Deal for Christmas"/"Tomorrow (Second Reprise)").

## Personatges
Font: MTI Shows
| Personatges                                                                     | Descripció |
| Oliver "Daddy" Warbucks                                                         | Empresari multimilionari que obre la seva casa i el seu cor a Annie. |
| Annie Bennett                                                                   | El personatge del títol. L'òrfena d'11 anys, atrevida i optimista, que busca els seus pares biològics. Acaba sent adoptada per Oliver Warbucks.                                         |
| Grace Farrell                                                                   | La fidel secretària d'Oliver Warbucks, que estima l'Annie des del principi. |
| Miss Agatha Hannigan                                                            | La matrona de l'orfenat desil·lusionada. Odia els nens, i és alcohòlica. |
| Daniel "Rooster" Hannigan                                                       | El germà petit de la senyoreta Hannigan, un condemnat que va escapar de la presó perquè pogués robar la seva germana i planejar per segrestar l'Annie.                                  |
| Lily St. Regis                                                                  | La xicota del gall, una buscadora d'or egoista. Ella i Rooster es fan passar com els "pares" de l'Annie perquè puguin enganyar a Warbucks i aconseguir una recompensa de 50.000 dòlars. |
| Drake                                                                           | El majordom de la mansió Warbucks; un bon amic de Grace, Annie i Warbucks |
| Franklin D. Roosevelt                                                           | President dels Estats Units, ajuda a Warbucks a buscar els pares d'Annie. En conèixer l'Annie, s'inspira per fer un nou acord i restaurar l'economia nord-americana.                    |
| Molly                                                                           | L'orfe més jove, la millor amiga d'Annie. |
| Pepper                                                                          | L'orfe més gran, a qui li agrada prendre el control i rivalitza amb l'Annie. |
| Duffy                                                                           | L'orfe més gran, que sovint passa amb Pepper. |
| July                                                                            | L'orfe més tranquil·la, que és com una mare per a tots els altres orfes. |
| Tessie                                                                          | L'orfena ploranera, conegut per la frase "Oh, Déu meu". |
| Kate                                                                            | L'orfe més tímida, que parla poques vegades. |
| Louis Brandeis                                                                  | Jutge associat de la Cort Suprema dels EUA. Se li crida per ajudar en l'adopció d'Annie..                                                                                               |
| Bert Healy                                                                      | Locutor de ràdio que accepta transmetre la recerca d'Annie dels seus pares. |
| The Boylan Sisters                                                              | Cantants del Bert Healy Show que esperen ser famosos algun dia. |
| Fred McCracken and Wacky                                                        | Un ventríloc i el seu ninot, que són convidats a l' Oxydent Hour of Smiles de Bert Healy                                                                                                |
| Lt. Ward                                                                        | Un policia enviat per Annie, la troba a la barraca local, Hooverville. |
| Sandy                                                                           | Un gos de raça mestissa abandonat que, un cop l'Annie el rescata, es converteix en el seu company i mascota.                                                                            |
| Bundles                                                                         | El noi de la bugaderia que inicialment ajuda a l'Annie a escapar. |
| Cordell Hull, Frances Perkins, Louis Howe, Harold Ickes, i Henry Morgenthau Jr. | Membres del gabinet de Franklin Roosevelt que canten "Tomorrow (Cabinet Reprise)" amb Warbucks i Annie.                                                                                 |
| Star-To-Be                                                                      | Una propera estrella de Broadway, que canta un solo a "NYC" |
| Mrs. Greer, Mrs. Pugh, Cecile, i Annette                                        | Els criats de Warbucks. Fan molta neteja i sovint són supervisats per Drake i Grace..                                                                                                   |
| Dog Catcher and Assistant Dog Catcher                                           | Personatges que intenten atrapar a Sandy. |
| Sophie and the Apple Seller                                                     | Nens ciutadans de Hooverville. |
| Kaltenborn and Radio Announcers                                                 | Locutors a la ràdio. |
| Usherette                                                                       | Una dona acomodadora que asseu Annie, Grace i Warbucks a la sala de cinema. |
| Jimmy Johnson                                                                   | Un convidat a l' Oxydent Hour of Smiles de Bert Healy, que es diu "l'únic locutor emmascarat de la ràdio".                                                                              |
| SFX Man                                                                         | Membre del programa de ràdio de Bert Healy, que controla els efectes de so del programa i fomenta la participació del públic.                                                           |
| Men and Women of Hooverville                                                    | Homes i dones sense llar i viuen en barraques a la ciutat de Hooverville. |

## Repartiments notables
| Personatge                        | Original a Broadway 1977 | Original al West End 1978 | Primera gira per EUA 1978 | Primer Revival de Broadway 1997 | Primer Revival del West End 1998                     | Segon Revival de Broadway 2012 |
| --------------------------------- | ------------------------ | ------------------------- | ------------------------- | ------------------------------- | ---------------------------------------------------- | ------------------------------ |
| Annie Bennett                     | Andrea McArdle           | Andrea McArdle            | Kathy Jo Kelly            | Brittny Kissinger               | Charlene Barton Tasha Gold Libby Gore Sophie McShera | Lilla Crawford                 |
| Oliver "Daddy" Warbucks           | Reid Shelton             | Stratford Johns           | Norwood Smith             | Conrad John Schuck              | Kevin Colson                                         | Anthony Warlow                 |
| Miss Agatha Hannigan              | Dorothy Loudon           | Sheila Hancock            | Jane Connell              | Nell Carter                     | Lesley Joseph                                        | Katie Finneran                 |
| Grace Farrell                     | Sandy Faison             | Judith Paris              | Kathryn Boulé             | Colleen Dunn                    | Kate Normington                                      | Brynn O'Malley                 |
| Daniel Francis "Rooster" Hannigan | Robert Fitch             | Kenneth Nelson            | Gary Beach                | Jim Ryan                        | Andrew Kennedy                                       | Clarke Thorell                 |
| Lily St. Regis                    | Barbara Erwin            | Clovissa Newcombe         | Lisa Raggio               | Karen Byers-Blackwell           | Gail Marie Sharpter                                  | J. Elaine Marcos               |

### Reemplaçaments notables de Broadway
Producció original de Broadway
- Annie: Sarah Jessica Parker, Allison Smith
- Warbucks: Keene Curtis, Harve Presnell, Rhodes Reason
- Miss Hannigan: Alice Ghostley, Betty Hutton, Ruth Kobart, Marcia Lewis, Dolores Wilson
- Grace: Anne Kerry
- Rooster: Gary Beach
- Lily: Rita Rudner

Segon revival de Broadway
- Annie: Sadie Sink
- Warbucks: Ron Raines
- Miss Hannigan: Jane Lynch, Faith Prince
- Grace: Jenni Barber
- Lily: Kirsten Wyatt

## Historial de producció
The New York Times calcula que Annie es representa de 700 a 900 vegades cada any als Estats Units.

### Proves prèvia a Broadway
Annie es va estrenar el 10 d'agost de 1976 a la Goodspeed Opera House a East Haddam, Connecticut, sota la direcció de Michael P. Price. Kristen Vigard va ser la primera actriu a interpretar el paper principal. Tanmateix, els productors aviat van decidir que la interpretació genuïnament dolça de Vigard no era prou dura per a l'orfe intel·ligent del carrer. Després d'una setmana d'actuacions, Vigard va ser substituït per Andrea McArdle, que havia estat interpretant a una dels altres orfes, Pepper. Vigard es va convertir en la substituta de McArdle a Broadway .

### Producció original de Broadway
La producció original de Broadway es va estrenar a l'Alvin Theatre el 21 d'abril de 1977 i protagonitzada per Andrea McArdle com Annie, Reid Shelton com Warbucks, Dorothy Loudon com Miss Hannigan i Sandy Faison com Grace Farrell. Danielle Brisebois era una de les òrfenes. Va ser nominat a onze premis Tony i en va guanyar set, incloent el millor musical, la millor banda sonora i el millor llibre. Els substituts en el paper principal a Broadway van incloure els actors infantils Shelley Bruce, Sarah Jessica Parker i Allison Smith i Alyson Kirk. Les substitucions en el paper de Miss Hannigan van incloure Alice Ghostley, Dolores Wilson, Betty Hutton, Marcia Lewis, i June Havoc. Ann Ungar va estudiar poc i va jugar per a Dorothy Loudon en el paper de Miss Hannigan. També van ser suplents Alice Ghostley i Dolores Wilson. L'espectacle es va tancar el 2 de gener de 1983, després d'un total de 2.377 representacions, establint un rècord per a l'espectacle més llarg a l'Alvin Theatre (ara Neil Simon Theatre), fins que va ser superat per Hairspray el 2009.

### Companyies de gira nacionals dels Estats Units
Durant l'execució d'Annie, a Broadway, hi va haver quatre companyies de gira que es van llançar des de la producció original per girar a les principals ciutats nord-americanes:
La 1st National Touring Company es va obrir a Toronto el març de 1978 amb Kathy Jo Kelly com Annie, Norwood Smith com Daddy Warbucks, Jane Connell, Ruth Kobart com Miss Hannigan i Gary Beach com a Gall. Va estar a Miami del 12 d'abril al 13 de maig de 1978, després va continuar durant unes quantes ciutats més fins que va aterrar a Chicago on va interpretar-se durant 32 setmanes. L'abril de 1979, va continuar la carretera amb Mary K. Lombardi ara al capdavant com a Annie. A la tardor de 1980, Theda Stemler es va fer càrrec del paper i va ser substituïda a Boston quan es va fer massa gran. El 15 de maig de 1981, Louanne Sirota, que havia interpretat a Annie a la llarga producció de Los Angeles, va assumir el paper durant quatre mesos. L'agost de 1981, Becky Snyder es va convertir en l'última Annie de la companyia, tancant la gira el 6 de setembre de 1981.
La 2nd National Touring Company (de vegades coneguda com a producció de la costa oest o de Los Angeles) es va obrir a San Francisco el 22 de juny de 1978, amb Patricia Ann Patts com a Annie, Jennifer Cihi com a Pepper i la llavors desconeguda Molly Ringwald com una de les els orfes. L'espectacle va aterrar a Los Angeles el 15 d'octubre de 1978, per a una presentació oberta al Shubert Theatre. El 12 de juny de 1979, Sirota, amb només 9 anys (fins aleshores, totes les Annies havien tingut 11 anys o més), va agafar el paper de Patts. Marisa Morell va prendre el paper el desembre de 1979, tancant la carrera de Los Angeles i continuant de gira amb l'espectacle fins al desembre de 1980. Aleshores Kristi Coombs va interpretar a Annie fins que aquesta companyia de gira va tancar a Hawaii el 22 d'agost de 1982. Alyssa Milano va interpretar una de les orfes el 1981.
La 3rd National Touring Company es va obrir a Dallas el 3 d'octubre de 1979, amb Rosanne Sorrentino (que més tard interpretaria a Pepper en la versió cinematogràfica de 1982) en el paper principal. Aquesta companyia va fer una gira per 23 ciutats amb tirades més curtes d'un mes o menys. El 27 de març de 1981, Bridget Walsh va assumir el càrrec d'Annie. Becky Snyder (que havia tancat la 1a Gira Nacional) es va incorporar a aquesta companyia l'estiu de 1982 i es va mantenir amb ella fins que va tancar el setembre d'aquell any.
La 4th National Touring Company es va inaugurar l'11 de setembre de 1981, amb Mollie Hall interpretant Annie. Aquesta producció era una gira "bus and truck", amb un repartiment una mica reduït, que recorregué el país i sovint tocava a dues ciutats a la setmana. Aquesta companyia encara estava de gira quan la producció original de Broadway va tancar el gener de 1983, fent de Kathleen Sisk l'última intèrpret que interpretava a Annie de l'equip de producció original. Aquesta gira es va tancar el setembre de 1983.

### Repartiment original del West End
El musical es va estrenar al West End al Victoria Palace Theatre el 3 de maig de 1978. Andrea McArdle, l'Annie original de Broadway, va interpretar el paper principal durant 40 actuacions. La britànica Ann Marie Gwatkin, de 12 anys, també va ser seleccionada per al paper principal i va aparèixer a la gravació del repartiment original de Londres. El repartiment de la nit d'obertura i la gravació de l'àlbum de repartiment original dels nens van ser Claire Hood, Jane Collins, Dawn Napier, Annette Mason, Helen Stephenson, Jackie Ekers i Linda Brewis. Ann Marie Gwatkin es va alternar amb Christine Hyland, i en aquest moment es van emetre quatre Annies més: Anne O'Rourke, Jacinta Whyte, Helen Thorne, Tracy Taylor, que havien de fer el paper durant l'any següent. Suzie Kemeys de Gal·les del Sud també va fer dos espectacles el 1980/81. El primer va ser com el juliol i el segon va ser l'Annie. ITV Wales va encarregar dos documentals sobre aquesta jove gal·lesa i el seu ascens de l'obscuritat a una protagonista del West End. Després d'això, Ann Marie Gwatkin i Jackie Ekers van compartir el paper principal, seguits de molts altres repartiments d'Annie. La senyoreta Hannigan va ser interpretada originalment per Sheila Hancock, i més tard per Maria Charles i Stella Moray; Warbucks va ser interpretat per Stratford Johns i més tard per Charles West, amb Deborah Clarke interpretant Pepper el primer any i Melanie Grant interpretant Molly.
Annie va tancar el 28 de novembre de 1981, després de 1.485 actuacions.

### Gira pel Regne Unit
El musical es va traslladar al Bristol Hippodrome per a una temporada especial de Nadal abans de fer una gira per Gran Bretanya. A causa de les estrictes lleis laborals britàniques per als actors juvenils, una successió d'actrius va assumir el paper principal cada quatre mesos. Una de les últimes noies que va interpretar el paper al Victoria Palace abans que l'espectacle sortís de gira va ser Claudia Bradley, de 10 anys, de Leeds, que va aparèixer en un programa de la BBC de 1981 anomenat Fame.

### Revival de Broadway (1997)
Un revival de Broadway del 20è aniversari, que es va tocar al Martin Beck Theatre (ara anomenat Al Hirschfeld Theatre) el 1997, titulat Annie, the 20th Anniversary, protagonitzada per Nell Carter com Miss Hannigan, però la controvèrsia va envoltar el càsting del personatge titular. L'actriu original del paper, Joanna Pacitti, va ser acomiadada i substituïda per la seva companya òrfena, Brittny Kissinger (que normalment feia de l'orfe July) només dues setmanes abans de la seva estrena a Broadway, mentre lluitava contra la bronquitis a Boston. La Gira Pre-Broadway actuà al Teatre Colonial. 'Annie' Understudy i Swing Orphan Alexandra Keisman van interpretar el paper la primera nit que Pacitti va estar absent. Els productors van donar a Kissinger la següent actuació. L'espectacle es va traslladar a Oakdale a Connecticut on es va col·locar una inserció al Playbill que afirmava que "El paper d'Annie ara està sent interpretat per Brittny Kissinger". El sentiment públic semblava estar al costat de Pacitti, ja que va ser la guanyadora d'un concurs molt publicitari per trobar una nova Annie, patrocinat pels grans magatzems Macy's. Aquest incident, juntament amb les crítiques diverses que va obtenir la nova posada en escena, el van condemnar a una curta durada, tot i que va ser seguit per una gira nacional exitosa. Kissinger, llavors amb 8 anys, es va convertir en l'actriu més jove que mai va interpretar a Annie a Broadway.
Més controvèrsia al voltant de l'espectacle va implicar Nell Carter. Carter es va mostrar molt molest quan els anuncis publicitaris que promocionaven l'espectacle utilitzaven una actriu diferent, Marcia Lewis, una actriu blanca, com Miss Hannigan. Els productors van afirmar que els anuncis, que es van fer durant una producció anterior, eren massa costosos per tornar a rodar. Carter va considerar que el racisme va tenir un paper en la decisió. "Potser no volen que el públic sàpiga que Nell Carter és negra", va dir al New York Post. Tanmateix, els anuncis van mencionar que Carter era al programa. "Fa molt mal", va dir Carter al Post, "els he demanat amablement que ho aturin; m'està insultant com a dona negra". Els informes posteriors van afirmar que "Nell Carter, de 'Annie' de Broadway, va negar dijous que titllava de racistes els productors del seu programa perquè van optar per emetre anuncis amb una anterior Miss Hannigan, que és blanca, en lloc d'ella." La seva declaració, publicada per l'Associated Press, deia: ""Sí, és cert que els meus representants i jo hem anat a la direcció en més d'una ocasió sobre el comercial i ens van dir que no hi podien fer res", Carter. "Per tant, m'he resignat al fet que això és així". La declaració també abordava els presumptes càrrecs de racisme, publicats per primera vegada al New York Post de dijous. Carter és negre. "Jo, Nell Carter, mai, mai, vaig acusar mai de racisme els meus productors ni ningú en el programa", va dir. va dir que és massa car filmar un nou comercial" Carter va ser substituïda més tard per una altra actriu blanca, Sally Struthers. El renaixement es va tancar el 19 d'octubre de 1997.

### Revival del West End (1998)
L'espectacle va reviure al Victoria Palace, des del 30 de setembre de 1998 fins al 28 de febrer de 1999. Va ser protagonitzat per Lesley Joseph i després per Lily Savage (l'alter ego femení del còmic Paul O'Grady) com Miss Hannigan i Kevin Colson com Warbucks. Les noies que van interpretar a Annie van ser Charlene Barton, Tasha Gold, Libby Gore i Sophie McShera. Entre les orfes van estar Dominique Moorem tal com es documenta a Paddington Green.

### Gira als Estats Units 1999–2000
A partir de l'agost de 1999, la gira nacional posterior a Broadway va continuar amb Meredith Anne Bull com a Annie. A la primavera del 2000, Ashley Wieronski, que havia estat interpretant a Duffy, es va traslladar per interpretar a Annie. El juliol de 2000, Dana Benedict va assumir el càrrec d'Annie.

### Gira australiana 2000–2001
El 2000/2001 es va fer una gira a Sydney, Melbourne i Brisbane. Anthony Warlow va interpretar a Warbucks amb Amanda Muggleton com a Miss Hannigan. Una nova cançó, "Why Should I Change a Thing", va ser escrita per a Warlow. Com a Annie a la producció de Sydney van aparèixer Rachel Marley i Jodie McGaw. Un publicista va assenyalar que "cada vegada que l'espectacle es trasllada a una nova ciutat, s'han de trobar dos repartiments de set orfes més dos Annies per unir-se al repartiment d'adults".

### Gires al Regne Unit 2001–2010
També es van organitzar més gires al Regne Unit de l'espectacle, inclosa una carrera d'un mes al The Theatre Royal de Lincoln el 2001. Els membres del repartiment original incloïen Kate Winney i Jemma Carlisle com Annie, Louise English (Grace), Vicki Michelle (Miss Hannigan) i Simon Masterton-Smith (Warbucks). L'espectacle va resultar ser un èxit i, per tant, durant les dues primeres gires i la producció de Malàisia Genting Highlands, el paper d'Annie va ser compartit per Faye Spittlehouse i una jove Lucy May Barker. Miss Hannigan va ser interpretada tard per Su Pollard i Ruth Madoc i Daddy Warbucks per Mark Wynter. Aquesta producció en particular va fer una gira del 2001 al 2007 i es va reprendre el setembre del 2008. L'última gira d'aquesta producció va acabar el 2011 amb el paper de Miss Hannigan encara interpretat per Pollard, David McAlister com Warbucks, Victoria Sian Lewis com Annie i Simone Craddock com a Grace Farrell.

### Gires nacionals dels Estats Units 2005–10

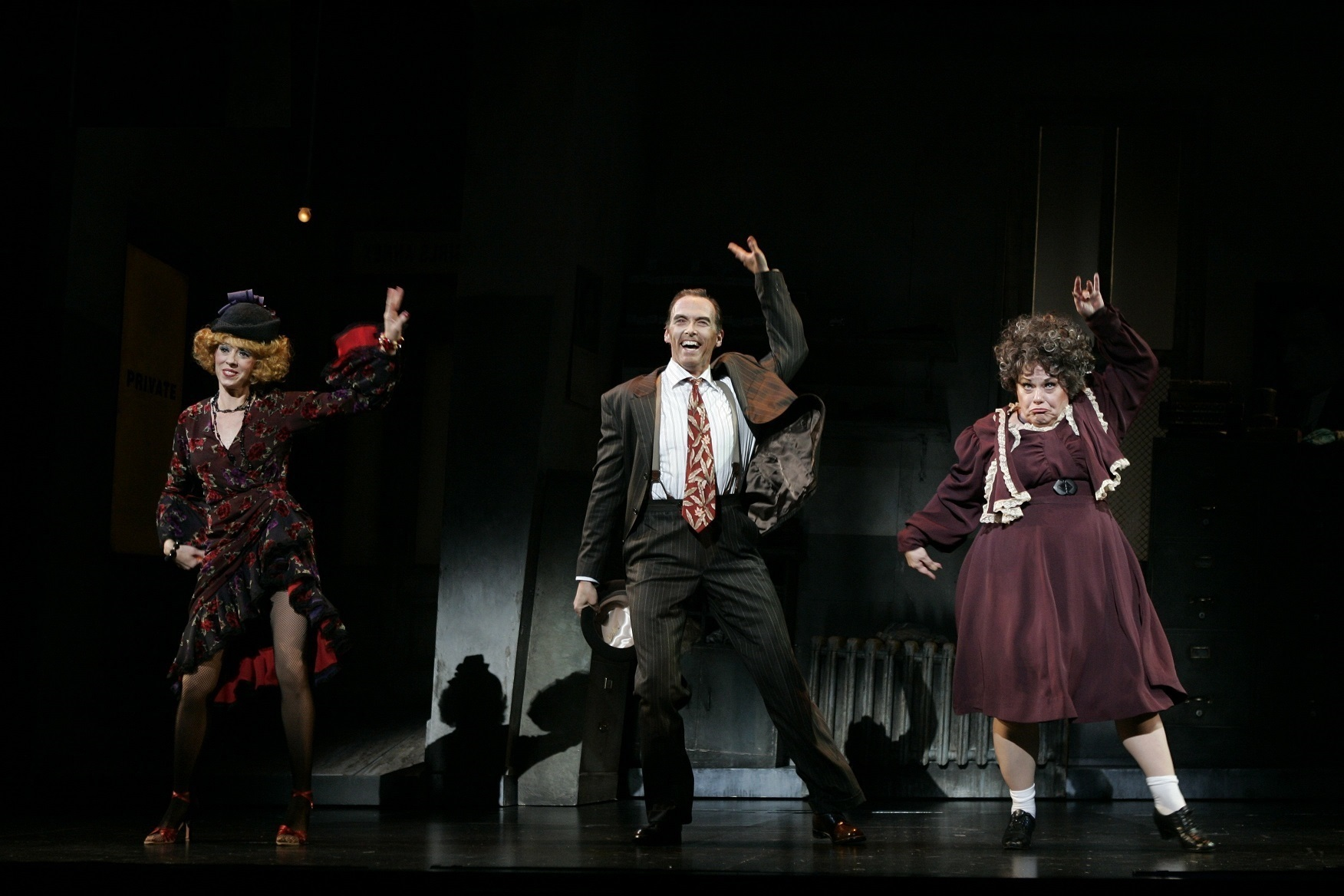
"Easy Street" de la gira nacional del 30è aniversari interpretada per McKenzie Phillips (Lily St. Regis), Scott Willis (Rooster Hannigan) i Alene Robertson (Miss Hannigan)

Estrenada l'agost de 2005, una producció itinerant del 30è aniversari d'Annie de NETworks Tours es va embarcar en una gira per diverses ciutats. Aquesta producció va ser dirigida per Martin Charnin i coreografiada per Liza Gennaro (filla del coreògraf original de l'espectacle, Peter Gennaro). Aquesta producció totalment nova amb nous dissenys d'escenografia de Ming Cho Lee, també va incloure la nova cançó "Why Should I Change A Thing?" (cantat per Warbucks). Durant els dos primers anys de la gira, Conrad John Schuck va interpretar a Warbucks, repetint el paper que va interpretar a la sèrie original d'Annie a Broadway, així com la gira nacional del 15è aniversari i el revival de Broadway de 1997. L'actriu de Chicago, Alene Robertson, va ser Miss Hannigan, Annie va ser interpretada per Marissa O'Donnell, Scott Willis va interpretar a Rooster Hannigan, Elizabeth Broadhurst va ser Grace Farrell i McKenzie Phillips va interpretar el paper de Lily St. Regis. Al desembre de 2006, la gira va tornar breument a la ciutat de Nova York per tocar el Teatre al Madison Square Garden per Nadal on va batre rècords de taquilla durant les cinc setmanes d'estada. Kathie Lee Gifford va interpretar a Miss Hannigan. Aquesta gira original d'Equity es va tancar el 25 de març de 2007 a l'Hippodrome Theatre de Baltimore, Maryland .
La gira va continuar sense unió durant uns quants anys més i al llarg de l'espectacle, hi va haver substituts. La gira del 2007-08 va protagonitzar Amanda Balon com a Annie, que es va fer càrrec de Molly durant el segon any. El repartiment de la gira 2008-09 va comptar amb Tianna Stevens com Annie. A principis de 2009, Amanda Balon va tornar temporalment per interpretar el paper d'Annie fins que Madison Kerth va ser assajada per interpretar el paper principal. També van tornar Barton, Andrews i Meisner. Altres membres del repartiment van incloure Mackenzie Aladjem (Molly). A la gira del 2009-10, Kerth va tornar com a Annie juntament amb la majoria del repartiment de l'any anterior, afegint Jordan Boezem (de Spotlight Kids a Sarasota, Florida) en el paper de July.

### Revival de Broadway (2012)
Una producció del 35è aniversari es va estrenar a Broadway el 2012. Thomas Meehan va revisar el musical, amb direcció de James Lapine directing. Lilla Crawford va interpretar a Annie amb Katie Finneran com a Miss Hannigan, i Anthony Warlow interpretant a Warbucks. El repartiment destacat incloïa Brynn O'Malley, Clarke Thorell i J. Elaine Marcos com Grace Farrell, Rooster i Lily St. Regis, respectivament. El revival va començar les preestrenes al Palace Theatre el 3 d'octubre de 2012 i es va estrenar oficialment el 8 de novembre de 2012, rebent crítiques diverses. Els reemplaçaments notables inclouen Jane Lynch i Faith Prince com Miss Hannigan. El 30 de juliol, Taylor Richardson i Sadie Sink van començar a alternar el paper d'Annie, en substitució de Crawford. Aquesta producció es va tancar el 5 de gener de 2014, després de 38 preestrenes i 487 funcions regulars. El repartiment final està format per l'antic substitut de Lila Crawford, Faith Perez com a personatge principal, Annie, amb el repartiment original restant del revival.

### Gires als Estats Units 2014–17
A partir del setembre de 2014, TROIKA Entertainment va llançar una producció itinerant del 40è aniversari d' Annie. Dirigida per Martin Charnin, la gira va començar a Detroit, Michigan. Durant el primer any de la gira, Issie Swickle va interpretar el personatge principal Annie amb Faith Perez com a alternativa, al costat de Gilgamesh Tagget i Lynn Andrews com a Warbucks i Miss Hannigan, respectivament. Hi va haver molts reemplaçaments al llarg de la gira, i al final d'aquesta, Gilgamesh Tagget era l'únic membre original que quedava. Durant la major part del segon any de la gira, Heidi Gray va interpretar a Annie. Durant el tercer i últim any de la gira, Tori Bates va interpretar a Annie i es va convertir en la primera Annie birracial en una producció professional. L'actuació del 40è aniversari es va celebrar a Baltimore, Maryland, el 21 d'abril de 2017, amb Angelina Carballo com a Annie. La gira va acabar a Boston, Massachusetts, el 21 de maig de 2017, després de 745 actuacions.

### Revival del West End (2017)
Un revival al West End va començar al Piccadilly Theatre de Londres que es va estrenar el 5 de juny de 2017 (les preestrenes començaran el 23 de maig) per una tirada limitada fins al 6 de gener de 2018. Aquest va ser el debut musical de Miranda Hart com a Miss Hannigan (fins al 17 de setembre). La producció va ser dirigida per Nikolai Foster i produïda per Michael Harrison i David Ian, amb noves orquestracions de George Dyer. La producció va ser idèntica a la gira 2015-16 al Regne Unit i Irlanda. Les tres noies que van compartir el paper principal van ser Madeleine Haynes (reprenent el paper de la gira del Regne Unit), Lola Moxom i Ruby Stokes. A partir del 19 de setembre, per a una durada limitada de 10 setmanes, Craig Revel Horwood va tornar al paper de Miss Hannigan, repetint el seu paper de la gira 2015-16 al Regne Unit i Irlanda. La producció va ampliar la seva tirada limitada, amb Meera Syal com Miss Hannigan des del 27 de novembre fins a la conclusió de l'espectacle el 18 de febrer de 2018, quan es va tancar per donar pas a l'adaptació musical de Strictly Ballroom.

## Produccions internacionals
Annie ha estat produïda professionalment al Canadà (1978, 2022), Argentina (1982 1982), Austràlia (1978, 2000, 2011, 2012), Dinamarca (1982), Alemanya (1999), Hongria (1998), Irlanda (2003, 20162016), Israel (2001, 2010), Itàlia (1982, 2006), Japó (1979, 1986-present), Regne Unit (1978, 1983, 1998, gires del 2000 al 2010), Mèxic (1979, 1991, 2010, 2015), Països Baixos (1997-1999, 2005-2007, 2012-2013), Noruega (1991, 2004, 2013), Filipines (1978, 1987, 1998, 2016), Portugal (1982, [a] 2010), Espanya (1982, 2000, 2010, 2019), Suècia (1979 (Estocolm), 1999 (Estocolm), 2005–2006 (Malmö) ,), Perú (1986, 1997, 2002), Zimbabwe (2003),Rússia (2002-2009), Colòmbia (2006), Corea del Sud (1984, 1996, 2006-2007, 2010-2011, 2018-2019, 2024), Hong Kong (2012), Bèlgica (1992, 2008-2009), Poland (1989), Emirats Àrabs Units (2009), Dinamarca (2011), Puerto Rico (2012), Singapur (2012), Grècia (1981-1982, 2005-2007, 2013-2015, 2018-2019) i Brasil (2018-2018) 2019).

## Seqüeles escèniques
El primer intent de seqüela, Annie 2: Miss Hannigan's Revenge, es va estrenar al John F. Kennedy Center for the Performing Arts de Washington, DC, el desembre de 1989 amb crítiques universalment desastroses. Una àmplia reelaboració del guió i la partitura va resultar inútil i el projecte va ser abandonat.
L'any 1993, un segon intent, amb una trama i partitura diferents, titulat Annie Warbucks es va desenvolupar en un taller a la Goodspeed Opera House (on es va estrenar l'Annie original el 1976) sota la direcció de Michael P. Price. Posteriorment es va estrenar a l'Off Broadway Variety Arts Theatre, on va fer 200 funcions.

## Números musicals
| Acte I - Overture – Orquestra - "Maybe" – Annie i orfes - "It's the Hard Knock Life" – Annie i orfes - "It's the Hard Knock Life" (Reprise) – Orfes - "Tomorrow" – Annie - "We'd Like to Thank You, Herbert Hoover" – Conjunt - "Little Girls" – Miss Hannigan - "Little Girls" (Reprise) – Miss Hannigan - "I Think I'm Gonna Like It Here" – Grace, Annie, Conjunt - "N.Y.C." – Warbucks, Grace, Annie, Star-to-Be, Conjunt - "N.Y.C." (Reprise) / "Lullaby" – Warbucks - "You Make Me Happy" – Miss Hannigan, Grace † - "Easy Street" – Rooster, Miss Hannigan i Lily - "You Won't Be an Orphan for Long" – Grace i Warbucks - "Why Should I Change a Thing?" – Warbucks ‡ - "Maybe" (Reprise) – Annie | Acte II - "Maybe" (Reprise II) – Annie - "You're Never Fully Dressed Without a Smile" – Bert Healy i les Boylan Sisters - "You're Never Fully Dressed Without a Smile" (Children Reprise) – Orfes - "Easy Street" (Reprise) – Rooster, Miss Hannigan i Lily - "Tomorrow" (Cabinet Reprise) – Annie, Roosevelt, Warbucks i Cabinet - "Tomorrow" (Cabinet Reprise II) – Roosevelt i Cabinet - "Something Was Missing" – Warbucks - "Annie" – Grace, Drake and Staff - "I Don't Need Anything But You" – Warbucks i Annie - "Maybe" (Reprise III) – Annie - "New Deal for Christmas" – Warbucks, Grace, Annie, Roosevelt, Orfes I staff - "Tomorrow" (Reprise) - Companyia |

† Aquest número es va afegir com a aparador per a Nell Carter en el revival de Broadway de 1997. No ha aparegut en cap producció posterior.
‡ Aquest número es va afegir com a aparador d'Anthony Warlow en una producció australiana de 2000, i des de llavors s'ha convertit en una part opcional de l'espectacle, ja que no va aparèixer en el revival de Broadway de 2012.

## Enregistraments
L'enregistrament original de Broadway Cast es va fer el 25 d'abril de 1977 al 30th Street Studio de la ciutat de Nova York i va ser llançat aquell any per Columbia Records. El 15 de setembre de 1998, Sony va publicar un CD que contenia temes addicionals (ASIN: B00000AG6Z). La gravació del repartiment de l'estudi de Londres de 1995, amb la National Symphony Orchestra, és protagonitzada per Sarah French com Annie, Kim Criswell com Miss Hannigan i Ron Raines com Warbucks.
El 2008 es va publicar una gravació del repartiment del 30è aniversari a Time–Life Records. Un repartiment d'estrelles d'antics membres dels repartiments d'Annie que inclou Carol Burnett, Sally Struthers, Kathie Lee Gifford, Andrea McArdle, John Schuck, Harve Presnell, Gary Beach i Amanda Balon. La resta del repartiment està format pels membres de la Gira del 30è Aniversari. Aquesta gravació és un conjunt de doble CD i inclou tot l'espectacle tal com es representa ara al primer disc. El segon disc inclou cançons de la seqüela, Annie 2: Miss Hannigan's Revenge, així com cançons que es van retallar o afegir a la producció original. També hi ha una cançó de l'especial de Nadal d'Annie de 1977. El llibret està format per dibuixos originals de Philo Barnhart, que és el creador d'Ariel i Úrsula a "La Sirenita", i es presenta en estil còmic. L'àlbum va ser produït pel productor musical Robert Sher.

## Novel·lacions

### Thomas Meehan
El 1980, Macmillan Books va publicar la novel·lització de Meehan del seu guió per al musical, posteriorment reimprès per Puffin Books el 2014. Diverses de les lletres de les cançons del programa es van adaptar al diàleg i al monòleg per a la novel·lització. La lletra principal de "Tomorrow" es representa com el lema personal d'Annie. Meehan utilitza la novel·la per restaurar material tallat de la seva història original i desenvolupar la història d'Annie en el seu concepte original del que ell considera que és una versió americana femenina del segle xx de l'Oliver Twist de Charles Dickens.
La novel·la aprofundeix en els antecedents de molts dels personatges, i en particular sobre les dificultats a l'orfenat, en què les pallisses brutals i l'abús emocional de la senyoreta Hannigan són fets quotidians. A diferència de la representació de la senyoreta Hannigan a la majoria de les produccions del musical, la novel·la, en la tradició d'Oliver Twist, la representa de manera contundent com una dolenta veritablement sinistre i malèvola: "una dona esvelta amb cara de destral amb cabells curts i negres (qui) feia recordar a les orfes una bruixa de Halloween d'aspecte especialment desagradable i massa real".
Es posa un èmfasi més gran en la gran feina i il·legalitat dels treballs de costura dels orfes al soterrani de l'orfenat. No obstant això, mentre que al musical els orfes no estan matriculats a l'escola fins a l'escena final, a la novel·lització assisteixen a una escola pública, la PS62, on pateixen l'esnobisme dels professors i l'assetjament d'alumnes no òrfens, especialment d'una noia rica mimada anomenada Myrtle Vandenmeer. El nom legal de la xicota de Rooster, Lily St. Regis, apareix al llibre com Muriel Jane Gumper.
A la novel·la, l'Annie passa diversos mesos fugint de l'orfenat, passant inicialment l'hivern com a personal resident a Bixby's Beanery, un cafè de baix nivell dirigit per la parella Fred i Gert Bixby, abans d'escapar després de trobar Sandy. Després passa diversos mesos vivint a Hooverville amb la Sophie i el venedor d'Apple (que es diu G. Randall "Randy" Whitworth Jr, un antic corredor de borsa deixat indigent per la Depressió) que, a la novel·lització, són personatges adults i una parella. Al final es revela que Randy, Sophie i tots els altres Hoovervillites van ser alliberats de la presó i Warbucks els va donar feina i cases com a gratitud per tenir cura de l'Annie. També reapareix al final del llibre Sandy, prèviament escrit del llibre mentre fugia de la policia durant l'atac a Hooverville que és localitzat per agents de la Pinkerton contractats per Warbucks.

### Leonore Fleischer
Una segona novel·la d'Annie, de Leonore Fleischer, va ser publicada per Random House l'any 1982. Es va relacionar amb la pel·lícula i es va adaptar directament del guió.

## Cinema i televisió
Columbia Pictures va adquirir els drets de la pel·lícula el 1977 per 9,5 milions de dòlars, el més car de l'època per a un musical escènic. La pel·lícula es va estrenar l'any 1982 dirigida per John Huston, protagonitzada per Albert Finney com Warbucks, Carol Burnett com Miss Hannigan, Ann Reinking com Grace Farrell, Tim Curry com Rooster, Bernadette Peters com Lily i la nouvinguda Aileen Quinn com Annie.
Una seqüela, Annie: A Royal Adventure! es va fer per a televisió l'any 1995. Va ser protagonitzada per Ashley Johnson, Joan Collins, George Hearn, i Ian McDiarmid. A part d'una repetició de "Tomorrow", no hi ha cançons.
Una versió de la pel·lícula feta per a la televisió Wonderful World of Disney, produïda per The Walt Disney Company i dirigida per Rob Marshall, es va emetre el 1999; protagonitzada per Victor Garber com a Daddy Warbucks, Kathy Bates com a Miss Hannigan, Audra McDonald com a Grace Farrell, Alan Cumming com a Rooster, Kristin Chenoweth com a Lily i la debutant Alicia Morton com a Annie.
El gener de 2011, Will Smith va anunciar plans per a un remake d'Annie ambientat en l'actualitat, produït amb la seva dona Jada Pinkett Smith i el raper Jay-Z per al seu llançament per Columbia Pictures. Aquesta versió l'havia de protagonitzar la filla dels Smith, Willow, com Annie; però com que s'havia fet massa gran abans que comencés la producció, va ser substituïda per Quvenzhané Wallis. Dirigida per Will Gluck i estrenada el 2014, aquesta versió d'Annie'' és protagonitzada per Jamie Foxx com Will Stacks (una actualització de Warbucks), Rose Byrne com Grace Farrell i Cameron Diaz com Miss Hannigan.
Cap d'aquestes pel·lícules conté les cançons "We'd Like To Thank You, Herbert Hoover", "You Won't Be an Orphan for Long", "Annie" o "A New Deal for Christmas". La pel·lícula de 1982 també omet "NYC" i "Something was Missing" mentre afegeix quatre cançons noves. La pel·lícula del 2014 conté les cançons comunes a ambdues pel·lícules, remesclades en diversos graus, alhora que afegeix tres cançons noves.
Una pel·lícula documental, Life After Tomorrow, va ser dirigida i produïda per una de les orfes originals de Broadway i National Tour, Julie Stevens i la seva parella, Gil Cates Jr. Reuneix més de 40 dones que van interpretar com a òrfenes a l'espectacle i revela els alts i baixos. de les seves experiències com a actrius infantils en un fenomen cultural. La pel·lícula es va estrenar a Showtime i es va estrenar en DVD el 2008.
El maig de 2021, la NBC va anunciar que una producció televisiva en directe d' Annie amb Robert Greenblatt i Neil Meron com a productors executius i que s'emetrà com a "esdeveniment de vacances" el 2021, es va emetre el 2 de desembre. Va ser dirigida per Lear deBessonet, i és protagonitzada per Celina Smith com Annie, Taraji P. Henson com Miss Hannigan, Harry Connick Jr. com Oliver Warbucks, Nicole Scherzinger com Grace Farrell, Tituss Burgess com Rooster Hannigan i Megan Hilty com Lily St. Regis.

## Annie Jr
Annie Jr. és un musical amb llicència de la col·lecció Broadway Junior de Music Theatre International, editat especialment per ser interpretat per nens en una forma abreujada. Es representa a nivell internacional cada any per acadèmies d'actuació, programes, escoles i colònies de teatre. MTI també llicencia una altra versió juvenil de l'espectacle, anomenada Annie KIDS, una versió de 30 minuts de durada destinada a intèrprets d'edat primària.

### Diferències escèniques (musical de 1977)
Es van tallar les cançons "We'd Like to Thank You Herbert Hoover", "A New Deal for Christmas", "Something Was Missing" i "Tomorrow (Cabinet Reprise)". Només hi ha una versió de "You're Never Fully Dressed Without a Smile", que és cantada per les orfes. Només hi ha dues repeticions de "Maybe". La cançó "You won't Be an Orphan For Long" només inclou Annie i Daddy Warbucks. Les cançons "Easy Street", "NYC" i "Little Girls" també es van escurçar. Moltes de les cançons s'han transposat amb unes quantes tecles per facilitar-les el cant als actors infantils aficionats.